# Trichopeltarion
Trichopeltarion is een geslacht van kreeftachtigen uit de klasse van de Malacostraca (hogere kreeftachtigen).

## Soorten
- Trichopeltarion alcocki Doflein, in Chun, 1903
- Trichopeltarion balssi (Rathbun, 1932)
- Trichopeltarion corallinum (Faxon, 1893)
- Trichopeltarion crosnieri (Guinot, 1986)
- Trichopeltarion dejouanneti Tavares & Cleva, 2010
- Trichopeltarion dextrum (Rathbun, 1898)
- Trichopeltarion elegans (Guinot & Sakai, 1970)
- Trichopeltarion fantasticum Richardson & Dell, 1964
- Trichopeltarion glaucus (Alcock & Anderson, 1899)
- Trichopeltarion hystricosum (Garth, in Garth & Haig, 1971)
- Trichopeltarion intesi (Crosnier, 1981)
- Trichopeltarion janetae Ahyong, 2008
- Trichopeltarion moosai (Guinot, 1989)
- Trichopeltarion nobile A. Milne-Edwards, 1880
- Trichopeltarion ovale Anderson, 1896
- Trichopeltarion paradextrum Tavares & Cleva, 2010
- Trichopeltarion parvum Tavares & Cleva, 2010
- Trichopeltarion pezzutoi Tavares & Melo, 2005
- Trichopeltarion sagamiense (Rathbun, 1932)
- Trichopeltarion timorense (Stevcic, 1993)
- Trichopeltarion vanuatuensis Tavares & Cleva, 2010
- Trichopeltarion wardi Dell, 1968